# Lanzarote (Weinbaugebiet)

Das Weinbaugebiet Lanzarote in der Provinz Las Palmas, auf den Kanarischen Inseln, Spanien

Lanzarote ist ein spanisches Weinbaugebiet (→ Weinbau in Spanien) auf den Kanarischen Inseln in der Provinz Las Palmas.
Die Denominación de Origen (D.O.) verteilt sich über die gesamte Insel Lanzarote. Den Status einer D.O. (Herkunftsbezeichnung) erhielt das Gebiet im Jahr 1993. Sie umfasst Weinberge in den Gemeinden Haría, San Bartolomé, Teguise, Tinajo und Yaiza.
Das Weinbaugebiet Lanzarote wurde in vier Subzonen unterteilt:
- La Geria, die größte der Subzonen liegt im südlichen Teil der Insel
- San Bartolomé / Tías, zentral gelegen
- Tinajo, westlich gelegen
- Haría – Yé, im Norden der Insel

Die bedeutendsten Rebsorten sind die roten Listán Negro und Negramoll. Weißweine werden aus Listán Blanco, Malvasía de Sitges, Gelber Muskateller (Moscatel) und Diego hergestellt.
Die bestockte Rebfläche liegt bei 2.310 Hektar.

## Geologie

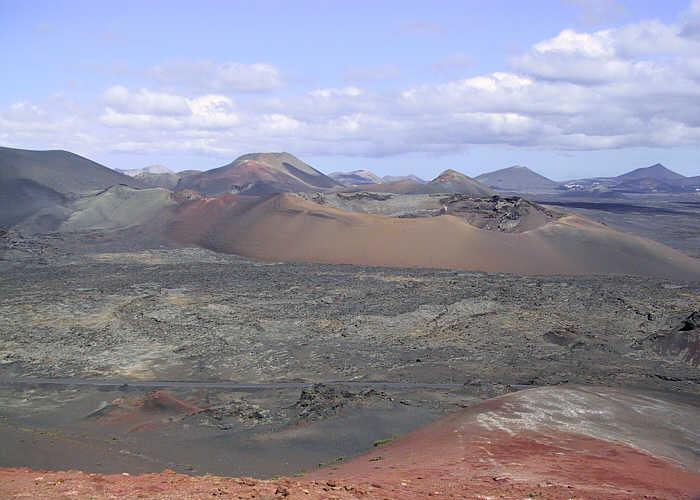
Timanfaya-Nationalpark

Lanzarote ist eine Insel vulkanischen Ursprungs. Vor rund 36 Millionen Jahren begannen wiederholte unterseeische Vulkanausbrüche den Sockel der Insel zu bilden. Diese Eruptionen entstanden durch Kontinentaldrift und Hotspot-Vulkanismus. Vor 15,5 Millionen Jahren wuchs Lanzarote über die Meeresoberfläche hinaus.
1730 kam es auf Lanzarote zu schweren Vulkanausbrüchen. Am 1. September bildeten sich auf einer Strecke von 18 Kilometern 32 neue Vulkane. Die Ausbrüche dauerten insgesamt 2.053 Tage und endeten im Jahr 1736. Am Ende hatte die Lava rund ein Viertel der Inselfläche unter sich begraben, darunter die fruchtbarsten Böden der Insel und mehrere Dörfer und Gehöfte. Stattdessen entstanden an dieser Stelle neue Vulkane, die den Namen Montañas del Fuego (Feuerberge) erhielten und heute den Timanfaya-Nationalpark bilden.

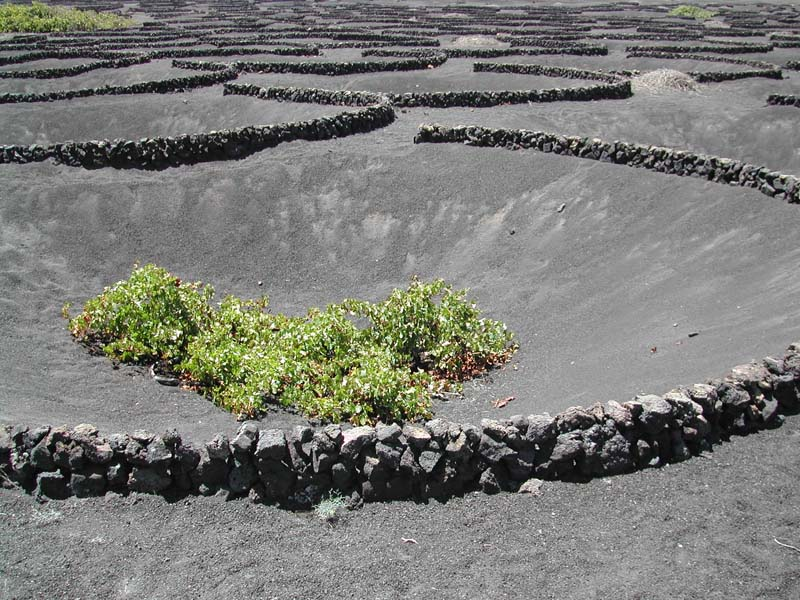
Traditionelle Anbaumethode im Weinanbaugebiet La Geria

Das Weinanbaugebiet La Geria ist ein Naturschutzgebiet und für seine traditionelle Anbaumethode auf Lapilli bekannt (span.: enarenado natural). Die Rebstöcke wachsen jeder für sich in kleinen, mit Mauern geschützten Einzelkratern. Die Weinbauern graben bis zu 3 Meter tiefe Löcher und pflanzen die Weinreben hinein. So wird die meterdicke dunkle Lapillischicht (Vulkanasche, auch Picón genannt) nutzbar, da sie tagsüber aufheizt und nachts Feuchtigkeit aus der Luft aufsaugt. Weil es hier nur sehr selten regnet, wird so das Wasser gespeichert. Die Wurzeln der angebauten Pflanzen und der Weinreben können so bis in den darunter liegenden Boden dringen, welcher dazu noch vor Erosion geschützt ist. Die Mauern schützen die Mulden gegen den Nordostpassat und das Austrocknen. In der Subzone La Geria gibt es in dem Ort Masdache (bei San Bartolomé) die im Jahr 1775 gegründete Bodega El Grifo mit eigenem Weinmuseum (Lage→). Sie ist die älteste Bodega der Kanaren und gehört zu den zehn ältesten Spaniens.
Die Trauben werden in Handarbeit geerntet, da es aufgrund der Anordnung der Reben nicht möglich ist, maschinell zu arbeiten.

## Klima
Lanzarote liegt in der Passatzone, was dazu führt, dass auf der Insel ganzjährig frische Winde aus Nord bis Nordost wehen. Lanzarote besitzt ein ganzjährig mildes und niederschlagsarmes, arides Klima, da die Passatwinde an der relativ flachen Insel meist nicht abregnen. Die Lufttemperatur liegt im Jahresdurchschnitt bei 20,5 °C. Der Monatsdurchschnitt beträgt im August 24,7 °C und im Januar 16,9 °C. Die Wassertemperatur des Atlantischen Ozeans schwankt durch das Aufquellen kalten Tiefenwassers vor der nordwestafrikanischen Küste und dem Kanarenstrom zwischen 22 °C im Sommer und 17 °C im Winter. Das macht in Zusammenhang mit dem Passatwind die teils hohen Sommertemperaturen erträglich.

### Niederschläge

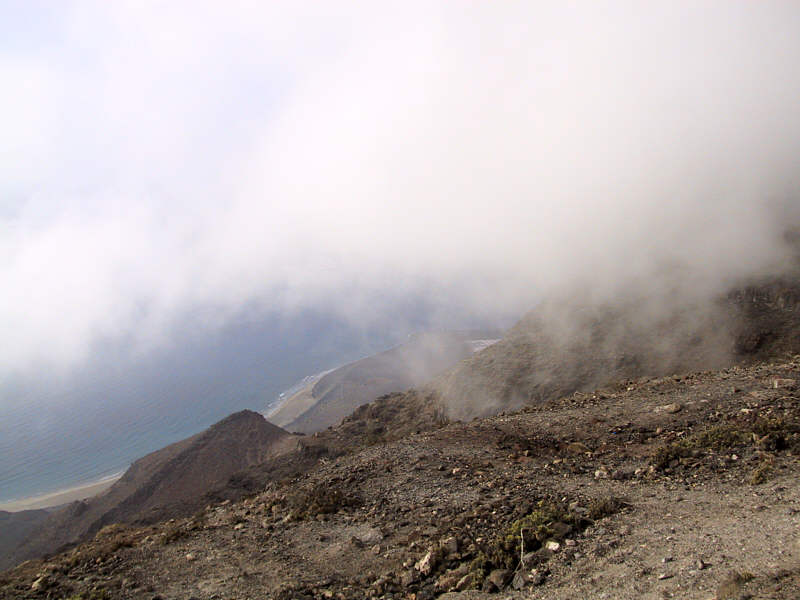
Wolkenkondensation am Famara-Massiv

Mit nur 112 Millimetern Niederschlag pro Jahr ist Lanzarote die trockenste der Kanarischen Inseln, davon fallen allerdings etwa 85 Prozent von Januar bis März. Die relative Luftfeuchtigkeit beträgt im Mittel 70 Prozent. Im gebirgigen Norden können mit bis zu 300 Millimetern pro Jahr deutlich mehr Niederschläge fallen als im Süden. Dort können die vom Atlantik kommenden nordöstlichen Passatwinde auf das Famara-Massiv mit dem höchsten Punkt von 671 m treffen, das damit im untersten Bereich der Kondensationszone liegt. Die Passatwinde stauen sich nur bei starker Zirkulation und werden zum Aufstieg gezwungen. Die feuchte Atlantikluft kühlt während des Aufstiegs um 1 K (1 °C) pro hundert Meter ab. Es entstehen Wolken, beziehungsweise Nebel. Die Feuchtigkeit aus den Wolken reicht aus, um in diesem Gebiet Landwirtschaft in Form von Trockenfeldbau zu betreiben.

## Rebsorten
Zu den empfohlenen Rebsorten zählen
- rote Sorten: keine
- weiße Sorten: Malvasía de Sitges

Zugelassen sind darüber hinaus
- rote Sorten: Listán Negro, Negramoll
- weiße Sorten: Burrablanco, Breval (Rebsorte), Diego, Listán Blanco, Moscatel, Pedro Jiménez